# Sermoyer
Sermoyer är en kommun i departementet Ain i regionen Auvergne-Rhône-Alpes i östra Frankrike. Kommunen ligger  i kantonen Pont-de-Vaux som ligger i arrondissementet Bourg-en-Bresse. Kommunens areal är 16,7 km². År 2022 hade Sermoyer 659 invånare.

## Befolkningsutveckling
Antalet invånare i kommunen Sermoyer
Referens: INSEE